# Ludvig af Ugglas (1856–1922)
Ludvig Gustaf Joachim af Ugglas, född 5 juni 1856, död 5 november 1922, var en svensk friherre, militär, företagsledare och överstekammarjunkare.

## Biografi
af Ugglas blev disponent vid Forsmarks bruk 1885. Han blev kabinettskammarherre 1893 och överstekammarjunkare vid Kungliga Hovstaterna 1912.

## Utmärkelser

### Svenska utmärkelser
- Konung Oscar II:s och Drottning Sofias guldbröllopsminnestecken, 1907.[2]
- Konung Oscar II:s jubileumsminnestecken, 1897.[2]
- Kommendör med stora korset av Nordstjärneorden, 6 juni 1919.[3]
- Kommendör av första klassen av Nordstjärneorden, 31 januari 1903.[4]

### Utländska utmärkelser
- Storkorset av Danska Dannebrogorden, senast 1915.[2]
- Riddare av andra klassen med kraschan av Preussiska Kronorden, senast 1915.[2]